# Gran Premio de Bélgica de Motociclismo de 1983
El Gran Premio de Bélgica de Motociclismo de 1983 fue la novena prueba de la temporada 1983 del Campeonato Mundial de Motociclismo. El Gran Premio se disputó el 3 de julio de 1983 en el Circuito de Spa.

## Resultados 500cc
Cuarta victoria de la temporada, segunda consecutiva, para el estadounidense Kenny Roberts, que entró por delante de su compatriota y máximo rivla para el título, Freddie Spencer. En la clasificación general, Roberts recorta la distancia respecto a Spencer a cinco puntos. El podio lo completó el también estadounidense Randy Mamola.
Aunque se clasificaron en buena posición, dos pilotos no comenzaron: Raymond Roche, debido a las consecuencias del accidente GP de Yugoslavia, y Barry Sheene, que se tuvo que recuperar de un accidente le día previo.
| Pos.     | Piloto               | Moto       | Tiempo    | Pts. |
| -------- | -------------------- | ---------- | --------- | ---- |
| 1        | Kenny Roberts        | Yamaha     | 51.20.88  | 15   |
| 2        | Freddie Spencer      | Honda      | 51.34.78  | 12   |
| 3        | Randy Mamola         | Suzuki     | 51.56.01  | 10   |
| 4        | Takazumi Katayama    | Honda      | 51.58.50  | 8    |
| 5        | Eddie Lawson         | Yamaha     | 52.06.38  | 6    |
| 6        | Marc Fontan          | Yamaha     | 52.28.61  | 5    |
| 7        | Marco Lucchinelli    | Honda      | 52.34.31  | 4    |
| 8        | Ron Haslam           | Honda      | 52.50.37  | 3    |
| 9        | Boet van Dulmen      | Suzuki     | 53.01.43  | 2    |
| 10       | Sergio Pellandini    | Suzuki     | 53.07.78  | 1    |
| 11       | Keith Huewen         | Suzuki     | 53.35.51  |      |
| 12       | Mark Salle           | Suzuki     | 53.43.81  |      |
| 13       | Eero Hyvärinen       | Suzuki     | 53.44.05  |      |
| 14       | Franck Gross         | Honda      | 1 Vuelta  |      |
| 15       | Wolfgang von Muralt  | Suzuki     | 1 Vuelta  |      |
| 16       | Stu Avant            | Suzuki     | 1 Vuelta  |      |
| 17       | Ernst Gschwender     | Suzuki     | 1 Vuelta  |      |
| 18       | Rob Punt             | Suzuki     | 1 Vuelta  |      |
| 19       | Peter Huber          | Suzuki     | 1 Vuelta  |      |
| 20       | Børge Nielsen        | Suzuki     | 1 Vuelta  |      |
| 21       | Dennis Ireland       | Suzuki     | 1 Vuelta  |      |
| 22       | Johan van Eijk       | Suzuki     | 2 Vueltas |      |
| 23       | Jean-Philippe Delers | Yamaha     | 2 Vueltas |      |
| Ret      | Con Law              | Suzuki     | Ret       |      |
| Ret      | Philippe Coulon      | Suzuki     | Ret       |      |
| Ret      | Chris Guy            | Suzuki     | Ret       |      |
| Ret      | Jack Middelburg      | Honda      | Ret       |      |
| Ret      | Peter Sjöström       | Suzuki     | Ret       |      |
| Ret      | Bent Slydal          | Suzuki     | Ret       |      |
| Ret      | Franz Kaserer        | Suzuki     | Ret       |      |
| Ret      | Bernard Denis        | Suzuki     | Ret       |      |
| Ret      | Didier de Radiguès   | Honda      | Ret       |      |
| DNS      | Raymond Roche        | Honda      | DNS       |      |
| DNS      | Barry Sheene         | Suzuki     | DNS       |      |
| DNS      | Jean Lafond          | Fior/Honda | DNS       |      |
| DNS      | Norman Brown         | Suzuki     | DNS       |      |
| DNS      | Fabio Biliotti       | Suzuki     | DNS       |      |
| Sources: |                      |            |           |      |

## Resultados 250cc
En el cuarto de litro, primera victoria para el piloto local Didier de Radiguès, que partía desde la pole position. El francés Christian Sarron y el venezolano y líder provisional de la categoría Carlos Lavado, tercero.
| Pos. | Piloto                 | Moto       | Tiempo   | Pts. |
| ---- | ---------------------- | ---------- | -------- | ---- |
| 1    | Didier de Radiguès     | Chevallier | 43.23.29 | 15   |
| 2    | Christian Sarron       | Yamaha     | 43.26.34 | 12   |
| 3    | Carlos Lavado          | Yamaha     | 43.33.20 | 10   |
| 4    | Thierry Espié          | Chevallier | 43.41.78 | 8    |
| 5    | Hervé Guilleux         | Kawasaki   | 43.42.06 | 6    |
| 6    | Martin Wimmer          | Yamaha     | 43.43.77 | 5    |
| 7    | Jacques Cornu          | Yamaha     | 43.48.52 | 4    |
| 8    | Ivan Palazzese         | Yamaha     | 43.50.57 | 3    |
| 9    | Jean-Louis Guignabodet | Rotax      | 43.53.66 | 2    |
| 10   | Jean-Marc Toffolo      | Rotax      | 43.56.90 | 1    |
| 11   | Patrick Fernandez      | Yamaha     | 43.58.42 |      |
| 12   | Christian Estrosi      | Pernod     | 44.06.52 |      |
| 13   | Thierry Rapicault      | Yamaha     | 44.12.33 |      |
| 14   | Peter Looijesteijn     | Waddon     | 44.17.47 |      |
| 15   | Massimo Matteoni       | Yamaha     | 44.21.76 |      |
| 16   | Jean-Michel Mattioli   | Yamaha     | 44.28.29 |      |
| 17   | Teruo Fukuda           | Yamaha     | 44.28.76 |      |
| 18   | Herbert Bessendörfer   | Yamaha     | 44.31.30 |      |
| 19   | Stéphane Mertens       | Yamaha     | 44.32.14 |      |
| 20   | Alan North             | Yamaha     | 44.32.41 |      |
| 21   | Roland Freymond        | Armstrong  | 44.41.06 |      |
| 22   | Harald Eckl            | Yamaha     | 44.46.48 |      |
| 23   | Bruno Lüscher          | Yamaha     | 44.54.86 |      |
| 24   | Donnie McLeod          | Yamaha     | 44.55.66 |      |
| 25   | Paolo Ferretti         | Rotax      | 45.18.77 |      |
| 26   | Graeme McGregor        | Bartol     | 45.24.07 |      |
| 27   | René Delaby            | Armstrong  | 45.45.68 |      |
| Ret  | Siegfried Minich       | Rotax      | Ret      |      |
| Ret  | Guy Bertin             | MBA        | Ret      |      |
| Ret  | Manfred Herweh         | Real       | Ret      |      |
| Ret  | Éric Saul              | Yamaha     | Ret      |      |
| Ret  | Edwin Weibel           | Yamaha     | Ret      |      |
| Ret  | Michel Simeon          | Yamaha     | Ret      |      |
| Ret  | Tony Head              | Armstrong  | Ret      |      |
| Ret  | Carlos Cardús          | Rotax      | Ret      |      |
| Ret  | Bernard Fau            | Yamaha     | Ret      |      |

## Resultados 125cc
Después de cuatro segundos puestos consecutivos, primer triunfo de la temporada del italiano Eugenio Lazzarini, que entró en meta por delante de los españoles Ángel Nieto y Ricardo Tormo. La clasificación general sigue liderada por Nieto con 20 puntos de ventaja sobre Lazzarini.
| Pos. | Piloto               | Moto      | Tiempo    | Pts. |
| ---- | -------------------- | --------- | --------- | ---- |
| 1    | Eugenio Lazzarini    | Garelli   | 36.59.45  | 15   |
| 2    | Ángel Nieto          | Garelli   | 37.08.50  | 12   |
| 3    | Ricardo Tormo        | MBA       | 37.09.27  | 10   |
| 4    | Johnny Wickström     | MBA       | 37.45.77  | 8    |
| 5    | Lucio Pietroniro     | MBA       | 37.46.03  | 6    |
| 6    | Gerhard Waibel       | MBA       | 37.46.46  | 5    |
| 7    | Pierluigi Aldrovandi | MBA       | 37.46.77  | 4    |
| 8    | Henk van Kessel      | MBA       | 37.51.12  | 3    |
| 9    | Fausto Gresini       | MBA       | 38.02.47  | 2    |
| 10   | Stefano Caracchi     | MBA       | 38.05.23  | 1    |
| 11   | Stefan Dörflinger    | MBA       | 38.05.80  |      |
| 12   | Willy Pérez          | MBA       | 38.06.21  |      |
| 13   | Jean-Claude Selini   | MBA       | 38.07.72  |      |
| 14   | Erich Klein          | MBA       | 38.31.63  |      |
| 15   | Alfred Waibel        | Real      | 38.31.84  |      |
| 16   | Helmut Lichtenberg   | MBA       | 38.32.48  |      |
| 17   | Paul Bordes          | MBA       | 38.44.31  |      |
| 18   | Giuseppe Ascareggi   | MBA       | 38.44.53  |      |
| 19   | Olivier Liégeois     | Sanvenero | 39.00.88  |      |
| 20   | Jussi Hautaniemi     | Yamaha    | 39.01.12  |      |
| 21   | Per-Edvard Carlsson  | MBA       | 39.01.43  |      |
| 22   | Jacky Hutteau        | MBA       | 39.19.76  |      |
| 23   | Jean-Paul Leonard    | MBA       | 39.35.57  |      |
| 24   | Bady Hassaine        | MBA       | 39.35.79  |      |
| 25   | Esa Kytölä           | MBA       | 39.45.78  |      |
| 26   | Kees van de Ven      | MBA       | 39.55.07  |      |
| 27   | Chris Baert          | MBA       | 3 Vueltas |      |
| Ret  | Pier Paolo Bianchi   | Sanvenero | Ret       |      |
| Ret  | Bruno Kneubühler     | MBA       | Ret       |      |
| Ret  | Hans Müller          | MBA       | Ret       |      |
| Ret  | August Auinger       | MBA       | Ret       |      |
| Ret  | Maurizio Vitali      | MBA       | Ret       |      |
| Ret  | Willem Heykoop       | Sanvenero | Ret       |      |
| Ret  | Anton Straver        | MBA       | Ret       |      |
| Ret  | Ingo Emmerich        | MBA       | Ret       |      |
| Ret  | Hugo Vignetti        | MBA       | Ret       |      |